# Григор Григоров (шахматист)
Григор Гошев Григоров е български шахматист, гросмайстор. Състезател е на ШК Локомотив 2000.

## Шахматна кариера
През 2004 г. става шампион на България при момчетата до 20 години.
На държавното индивидуално първенство по ускорен шахмат и блиц, проведено в Плевен през 2005, Григоров става шампион при момчетата до 18 г.
През 2007 г. на отборното първенство на България постига най-висок индивидуален резултат – 6 от 7 точки.

## Турнирни резултати
- 2006 –  Каламария (2 м. при младежите до 20 г. и 23 м. в общото класиране)[4]
- 2006 –  Видин (1 м. на Мемориал Найден Войнов)[5]
- 2008 –  София (4 м. на Мемориал Йордан Григоров)[6]